# Ценеб
Ценеб (авар. ЦӀенеб) — село в Чародинском районе Дагестана. Входит в состав Магарского сельсовета.

## География
Село находится на берегу реки Каракойсу (бассейн реки Аварское Койсу), на расстоянии 4 км к югу от села Цуриб, административного центра района.

## Население
| 1888 | 1895 | 1926 | 1939 | 1970 | 1989 | 2002 |
| ---- | ---- | ---- | ---- | ---- | ---- | ---- |
| 262  | ↗268 | ↘208 | ↗224 | ↗240 | ↘128 | ↗168 |
| 2010 | 2021 |      |      |      |      |      |
| ↘132 | ↗243 |      |      |      |      |      |